# Arthur Mariano
Arthur Nory Oyakawa Mariano (Campinas, Brasil, 18 de septiembre de 1993) es un gimnasta artístico brasileño de origen japonés. Medallista de bronce en los Juegos Olímpicos de Río 2016 en la prueba de suelo, campeón mundial en 2019 en la prueba de barra, donde también tiene un bronce en el mundial de 2022.
Participó en el Campeonato Mundial de Gimnasia Artística de 2015, donde finalizó en el cuarto lugar en la barra fija y en el decimosegundo en la competición individual. En los Juegos Olímpicos de Río de Janeiro 2016, obtuvo la medalla de bronce en la final de suelo.
Con el equipo nacional ganó las medallas de plata en los Juegos Panamericanos de 2015 y los Juegos Suramericanos de 2014. Además ha obtenido diversas medallas en el Campeonato Sudamericano de Gimnasia Artística, como el oro en el suelo en 2012. En 2015, la Confederación Brasileña de Gimnasia lo suspendió durante treinta días por dirigir comentarios racistas contra su compañero Ângelo Assumpção.

## Vida personal
El 29 de octubre de 2021, Mariano reveló en una publicación de Instagram que está en una relación con el analista de marketing de medios de difusión João Otávio Tasso.